# Vedrovice
Vedrovice település Csehországban, a Znojmói járásban. Vedrovice Jezeřany-Maršovice, Olbramovice, Moravský Krumlov és Kubšice településekkel határos. Lakosainak száma 910 fő (2024. január 1.).

## Népesség
A település lakosságának változását az alábbi diagram mutatja:
| Lakosok száma | 590  | 738  | 833  | 824  | 849  | 819  | 834  | 840  | 875  | 910  |
|               | 1869 | 1890 | 1921 | 1950 | 1980 | 2001 | 2017 | 2019 | 2022 | 2024 |